# نخستین بار (فیلم ۱۹۶۹)
نخستین بار (به انگلیسی: The First Time) فیلمی محصول سال ۱۹۶۹ و به کارگردانی جیمز نیلسون است. در این فیلم بازیگرانی همچون جکلین بیسیت، وس استرن، ریک کلمن، وینک رابرتس، جرارد پارکس و شارون آکر ایفای نقش کرده‌اند.